# Limnoria sexcarinata
Limnoria sexcarinata là một loài chân đều trong họ Limnoriidae. Loài này được Kuhne miêu tả khoa học năm 1975.